# Semiothisa restorata
Semiothisa restorata là một loài bướm đêm trong họ Geometridae.